# Сортланн
Со́ртланн (Sortlandо файле) — город и коммуна в фюльке Нурланн в Норвегии. Является составной частью региона Вестеролен. Административный центр коммуны — город Сортланн. Сортланн часто называют «голубой город», потому что большинство домов окрашено в голубой цвет.
Сортланн был отделен от коммуны Хадсель в 1841 году. Территория Гудфьорда была передана от коммуны Квефьорд (фюльке Тромс) 1 января 2000 года.
Сортланн расположен на острове Лангёя и является крупнейшим городом и коммерческим центром Вестеролена. Сортланн находится рядом с мостом Сортланн, соединяющем острова Лангёя и Хиннёя дорогой. В городе расположена северная база Норвежской береговой гвардии.

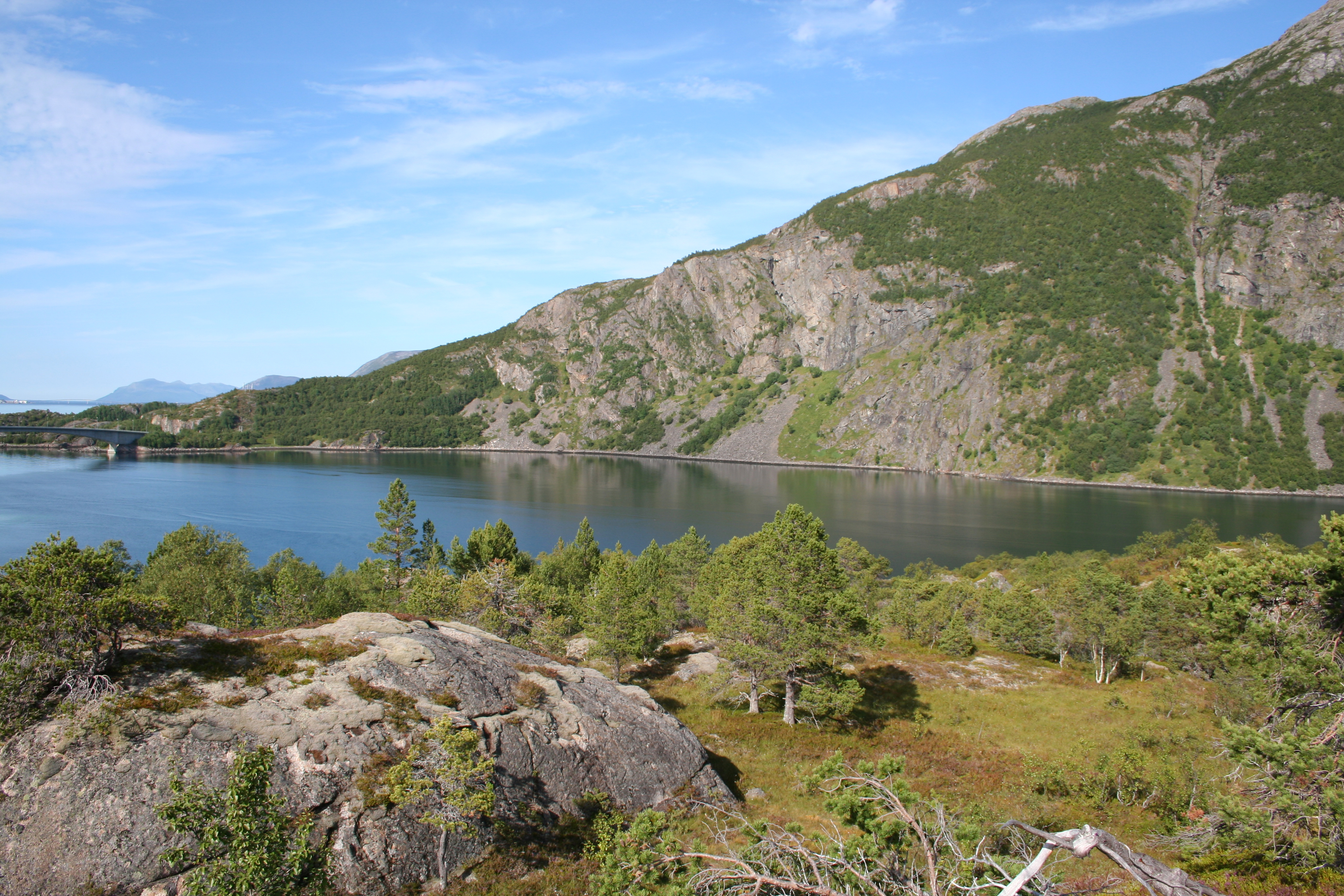
Дьупфьорд в Сортланне

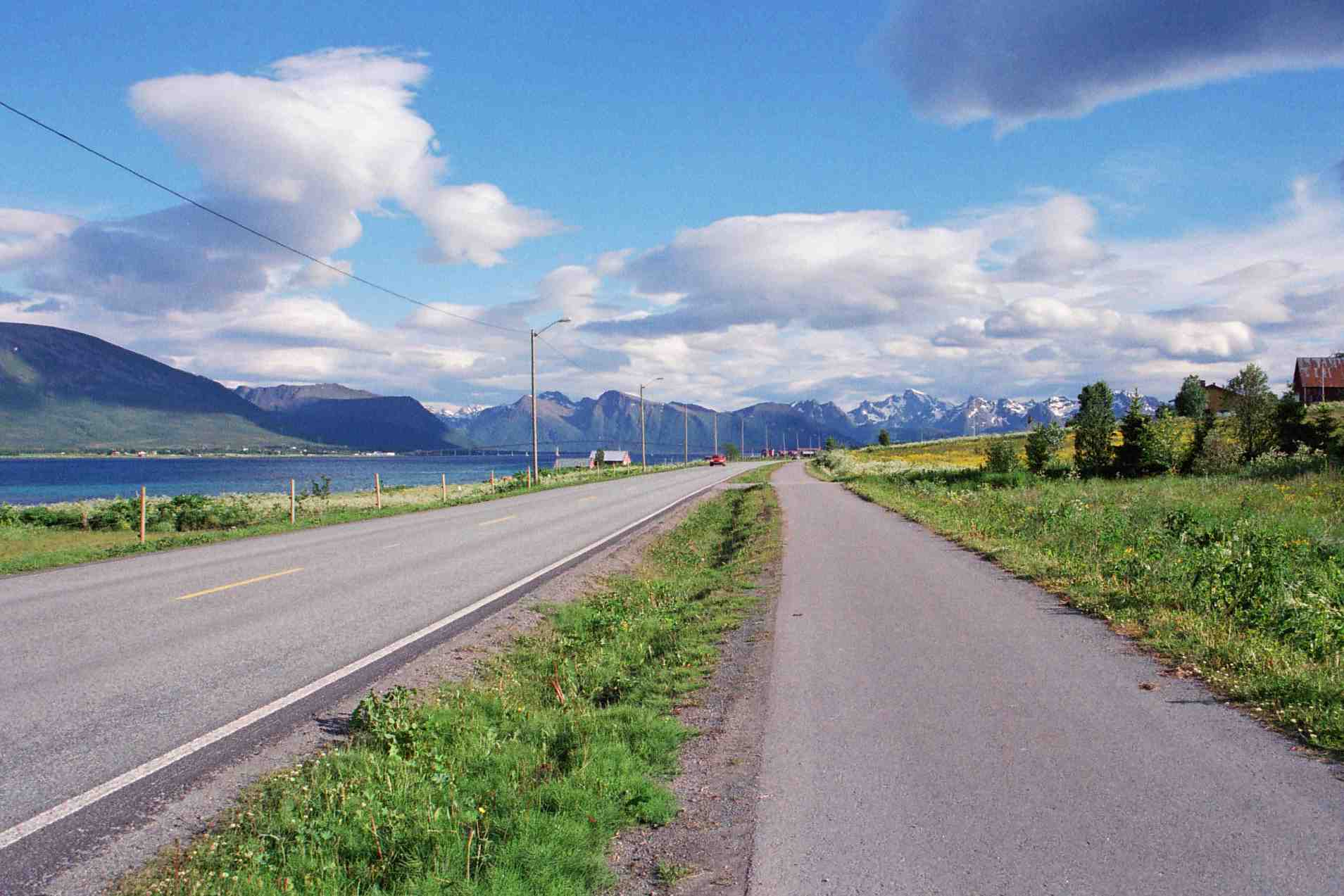
Вид на юг из Сортланна

## Общая информация

### Название
Коммуна (первоначально приход) была названа в честь старой фермы Sortland (старонорвежский: Svortuland)), поскольку там была построена первая церковь. Первая часть названия — вероятно родительный падеж названия реки Svorta, окончание — слово Land, означающее земля или ферма. Название реки происходит от слова svartr, означающего черный.

### Герб

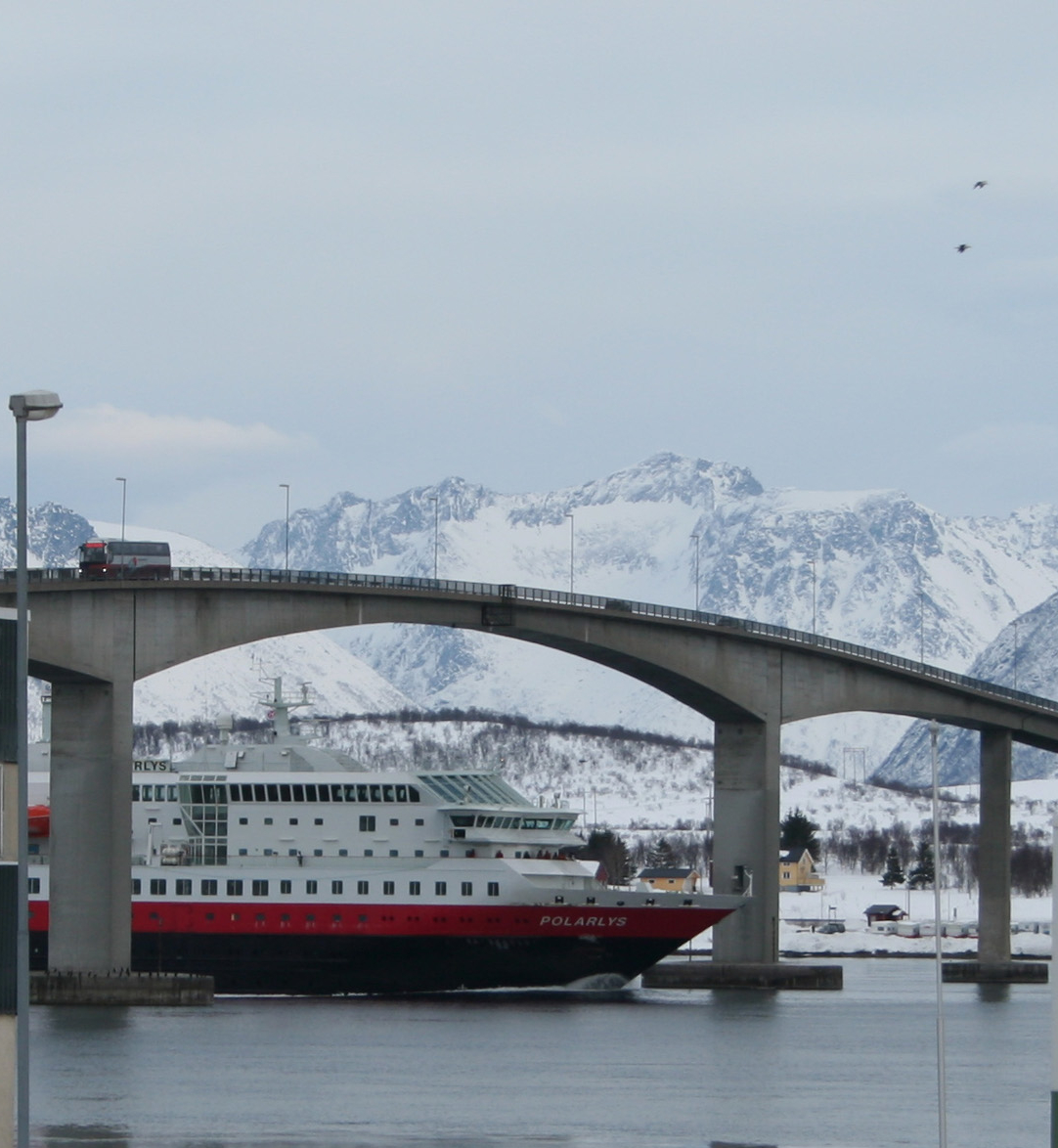
Хуртигрутен под мостом Сортланн, февраль 2007 года

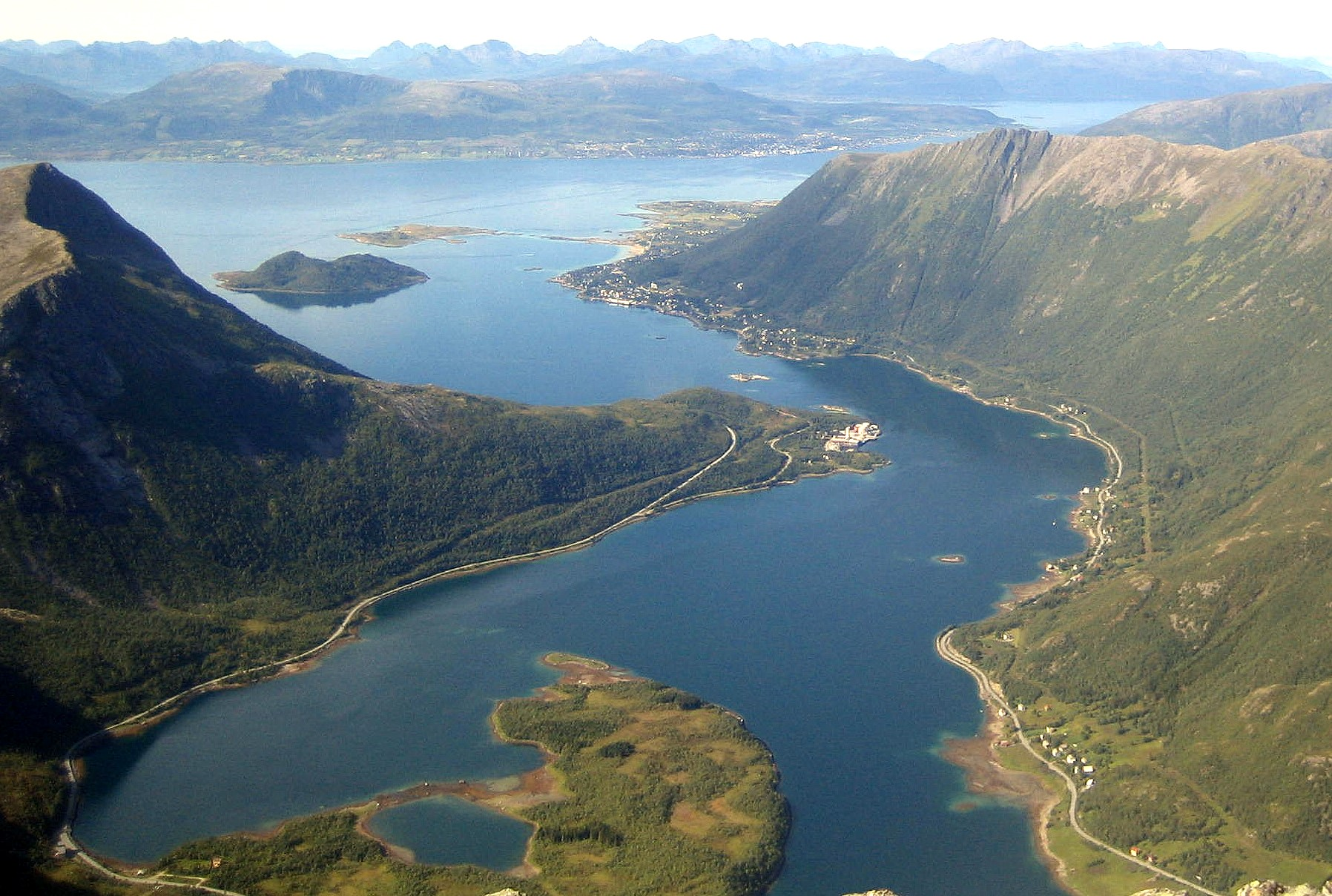
Пейзаж фьорда в Вестеролене (вид с вершины горы)

У коммуны современный герб. Он был принят 15 марта 1985 года. На гербе изображены ворота, как символ того, что Сортланн, имеющий много озёр, является водными воротами Вестеролена. Голубой цвет фона символизирует синее море.

## Известные жители
- Известный автор, Ларс Соби Кристенсен (Lars Saabye Christensen), награждённый литературной премией Северного совета, часть жизни проживал в Сортланне.

## Города побратимы
- Мончегорск — город Мурманской области является побратимом города Сортланн[3].